# Tracy Letts
Tracy Letts (Tulsa, 4 juli 1965) is een Amerikaans acteur, dramaturg en scenarioschrijver.

## Biografie
Tracy Letts werd in 1965 geboren in Tulsa (Oklahoma) als de zoon van acteur en onderwijzer Dennis Letts en schrijfster en onderwijzeres Billie Gipson. Beide ouders gaven les aan de Southeastern Oklahoma State University (SOSU). Hij heeft twee broers, Shawn en Dana.
Letts groeide op in Durant (Oklahoma). Hij haatte het stadje, waar alles rond landbouw en football draaide, omdat hij er een buitenbeetje was en gepest werd. Na zijn studies aan Durant High School verhuisde hij naar Dallas (Texas).
Letts was ooit verloofd met actrice Sarah Paulson. In september 2013 trouwde hij met actrice Carrie Coon. Letts worstelde in het verleden met een alcoholverslaving, maar sinds 1993 drinkt hij niet meer.

## Carrière

### Theater
In 1983 verhuisde de toen achttienjarige Letts naar Dallas, waar hij aan de slag ging als ober en telemarketeer en ondertussen probeerde om een carrière als theateracteur uit te bouwen. Twee jaar later verhuisde hij naar Chicago. Hij werkte er elf jaar als theateracteur en was er aangesloten bij het theatergezelschap Steppenwolf.
Letts speelde mee in opvoeringen van Glengarry Glen Ross, The Glass Menagerie, The Pillowman en American Buffalo. In 2012 stond hij op Broadway met Who's Afraid of Virginia Woolf?. Voor zijn hoofdrol in het toneelstuk won hij een Tony Award.
In de jaren 1990 begon Letts ook zelf toneelstukken te schrijven. In 1993 schreef hij het succesvolle toneelstuk Killer Joe, dat nadien onder dezelfde titel verfilmd werd door William Friedkin. Voor Man from Nebraska (2003) werd hij genomineerd voor een Pulitzerprijs. Zijn bekendste werk is het toneelstuk August: Osage County (2007), waarvoor hij naast een Pulitzerprijs ook een Tony Award in ontvangst mocht nemen. De hoofdpersonages uit het toneelstuk, Beverly en Violet Weston, baseerde hij op de ouders van zijn moeder Billie. In 2013 werd August: Osage County onder dezelfde titel verfilmd door een cast bestaande uit onder meer Meryl Streep, Julia Roberts, Sam Shepard, Ewan McGregor en Benedict Cumberbatch.

### Film en televisie
In 1988 maakte Letts met de komedie Paramedics zijn filmdebuut. Aanvankelijk vertolkte hij vooral kleine figuranten- en bijrollen. Pas vanaf de jaren 2010 begon hij grote bijrollen te vertolken in bekende filmproducties. Zo werkte hij mee aan onder meer The Big Short (2015), The Post (2017), Little Women (2019) en Ford v. Ferrari (2019).
In de jaren 1990 maakte hij ook zijn acteerdebuut op het kleine scherm. Hij had kleine rollen in afleveringen van onder meer Seinfeld, The Drew Carey Show, Judging Amy en Prison Break. In de jaren 2010 had hij terugkerende rollen in de dramaseries Homeland, Divorce en The Sinner.

## Filmografie

### Als acteur

#### Film
- Paramedics (1988)
- Straight Talk (1992)
- Chicago Cab (1998)
- U.S. Marshals (1998)
- Guinevere (1999)
- The Big Short (2015)
- Wiener-Dog (2016)
- Christine (2016)
- Elvis & Nixon (2016)
- Indignation (2016)
- Imperium (2016)
- The Lovers (2017)
- Lady Bird (2017)
- The Post (2017)
- Ford v. Ferrari (2019)
- Little Women (2019)
- The Woman in the Window (2021)
- Ghostbusters: Afterlife (2021)
- Deep Water (2022)

#### Televisie
- Home Improvement (1995) (1 aflevering)
- Early Edition (1996–1997) (2 afleveringen)
- Seinfeld (1997) (1 aflevering)
- The Drew Carey Show (1998) (1 aflevering)
- Judging Amy (1999) (1 aflevering)
- Profiler (2000) (1 aflevering)
- Strong Medicine (2001) (1 aflevering)
- The District (2001) (1 aflevering)
- Prison Break (2006) (2 afleveringen)
- Homeland (2013–2014) (17 afleveringen)
- Divorce (2016–2019) (17 afleveringen)
- Comrade Detective (2017) (1 aflevering; stem)
- The Sinner (2018) (7 afleveringen)

#### Theater (selectie)
- The Glass Menagerie (1988)
- Glengarry Glen Ross (2001)
- The Pillowman (2006)
- Who's Afraid of Virginia Woolf? (2012)
- The Realistic Joneses (2014)
- All My Sons (2019)

### Als scenarist

#### Film
- Bug (2006)
- Killer Joe (2011)
- August: Osage County (2013)
- The Woman in the Window (2021)

#### Theater
- Killer Joe (1993)
- Bug (1996)
- Man from Nebraska (2003)
- August: Osage County (2007)
- Superior Donuts (2008)
- Three Sisters (2009)
- The Stretch (2015)
- Mary Page Marlowe (2016)
- Linda Vista (2017)
- The Minutes (2017)

## Prijzen en nominaties
| Film / Serie / Toneelstuk              | Prijs                          | Categorie               | Uitslag     |
| -------------------------------------- | ------------------------------ | ----------------------- | ----------- |
| Man from Nebraska (2003)               | Pulitzerprijs                  | Drama                   | Genomineerd |
| August: Osage County (2008)            | Tony Award                     | Beste toneelstuk        | Gewonnen    |
| August: Osage County (2008)            | Drama Desk Award               | Beste toneelstuk        | Gewonnen    |
| August: Osage County (2008)            | Pulitzerprijs                  | Drama                   | Gewonnen    |
| Who's Afraid of Virginia Woolf? (2012) | Tony Award                     | Beste acteur            | Gewonnen    |
| August: Osage County (2013)            | Writers Guild of America Award | Beste bewerkte scenario | Genomineerd |
| Homeland (2013)                        | Screen Actors Guild Award      | Beste ensemble (drama)  | Genomineerd |
| Homeland (2014)                        | Screen Actors Guild Award      | Beste ensemble (drama)  | Genomineerd |
| Lady Bird (2017)                       | Screen Actors Guild Award      | Beste cast              | Genomineerd |
| The Minutes (2018)                     | Pulitzerprijs                  | Drama                   | Genomineerd |